# Арношт Барт
Арношт Барт, псевдонім — Брезинчанський (в.-луж. Arnošt Bart, Brězynčanski, 29 серпня 1870 року, село Летонь, комуна Кубшюц, Саксонія, Німеччина — 15 лютого 1956 року, село Бризінг, Саксонія, Німеччина) — лужицький політик і громадський діяч. Один із засновників лужицького культурно-громадського товариства «Домовіна» і його перший голова (1912—1927).

## Життєпис
Народився 29 серпня 1870 року в сербській селянській родині в лужицькому селі Летонь, комуна Кубшюц. Від 1885 до 1888 року навчався в ремісничому училищі в Баутцені. Потім здійснив подорож по Європі, серед іншого відвідав Францію, Росію та Австро-Угорщину. 1890 року повернувся на батьківщину і цього ж року вступив до лужицької просвітницької організації «Матиця сербська». Брав участь у культурних та соціальних заходах серед сербського селянства. В цей самий час брав участь у політичній діяльності, підтримуючи погляди саксонських консерваторів.
1912 року був одним із засновників лужицької громадської організації «Домовіна». Під час листопадової революції в Саксонії 1918 року став засновником Національного серболужицького комітету. Посилаючись на проєкт мирного проєкту «Чотирнадцять пунктів» американського президента Вудро Вільсона, закликав надати лужичанам більше прав на національне самовизначення та політичну автономію. Закликав створити лужицьку автономію в рамках Німецької імперії або в утвореній Чехословацькій республіці. В грудні 1918 року вів переговори з чехословацьким урядом про підтримку лужицьких інтересів. У політичній боротьбі за лужицьку автономність йому вдалося залучити на свою сторону кількох членів Національного сербського комітету. Разом з Яном Брилем виступав на мирній конференції у Версалі, де закликав надати незалежність Лужиці.
У січні 1919 року вирушив через Прагу на Паризьку мирну конференцію. У Празі намагався увійти до складу чехословацької делегації, однак йому це не вдалося здійснити, після чого в квітні 1920 року повернувся до Німеччини, де був заарештований за свою діяльність і засуджений Верховним судом в Лейпцигу до трьох років позбавлення волі. Після звільнення брав участь у діяльності Лужицької народної партії.
1933 року після приходу до влади нацистів був заарештований і засуджений на короткий час. 1935 року висланий з Верхньої Лужиці. Від 1944 до 1945 року перебував в ув'язненні.
Після Другої світової війни брав участь у відновленні лужицьких організацій. Дотримуючись консервативних поглядів, брав участь у політичній діяльності серед лужичан.
У післявоєнні роки проживав у селі Брезинка, від якого взяв собі псевдонім «Брезинчанський».
Помер 15 лютого 1956 року в селі Брезинка.